# Roșia Montană
Roșia Montană (deutsch Goldbach, ungarisch Verespatak, auch Vöröspatak) ist eine rumänische Gemeinde im Kreis Alba in der Region Siebenbürgen.
Der Ort Roșia Montană ist auch unter den alten rumänischen Bezeichnungen Roșia Abrudului und Roșia de Munte, dem deutschen Namen Rotseifen und dem lateinischen Alburnus Maior bekannt.
Seit dem Jahr 2021 ist die Bergbaulandschaft von Roșia Montană in die Liste des Weltkulturerbes aufgenommen und gleichzeitig gefährdet.

## Geographische Lage

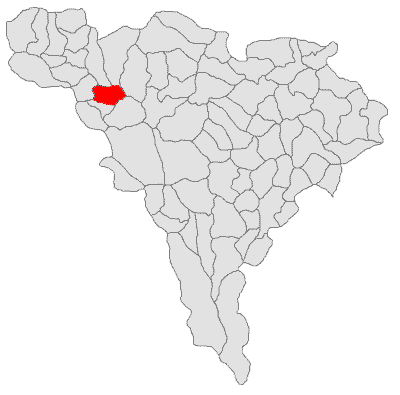
Lage der Gemeinde Roșia Montană im Kreis Alba

Roșia Montană liegt an der Kreisstraße (Drum județean) DJ 742 (7 km vom Drum național 74A entfernt), im Siebenbürgischen Erzgebirge (Munții Metaliferi) – Teil des Apuseni-Gebirges – im Westen Siebenbürgens. Die nächstgelegene größere Stadt Abrud (Großschlatten) ist 10 Kilometer westlich, die Kreishauptstadt Alba Iulia (Karlsburg) etwa 80 Kilometer (43 km Luftlinie) südöstlich entfernt. Mit seinen 16 Dörfern und Weilern ist Roșia Montană Teil des historischen Motzenlandes.

## Geschichte

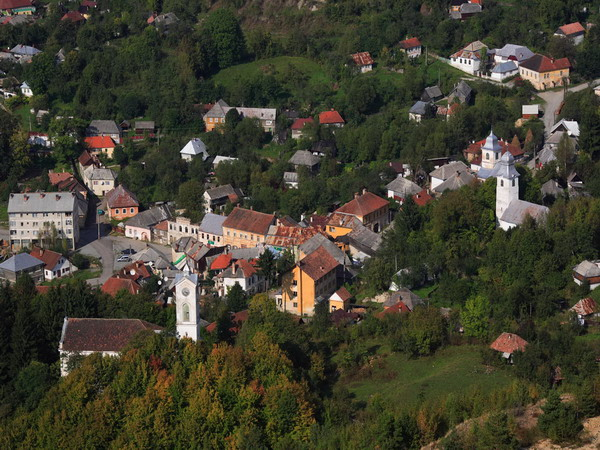
Zentrum von Roșia Montană

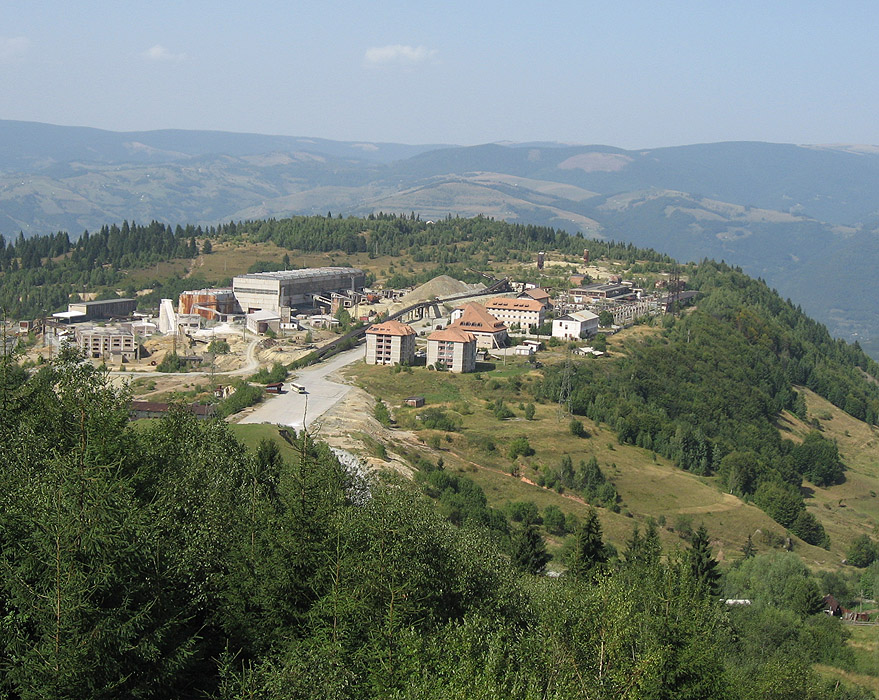
Alte Kupfermine aus kommunistischer Zeit mit Arbeiterunterkünften, hinter Roșia Montană

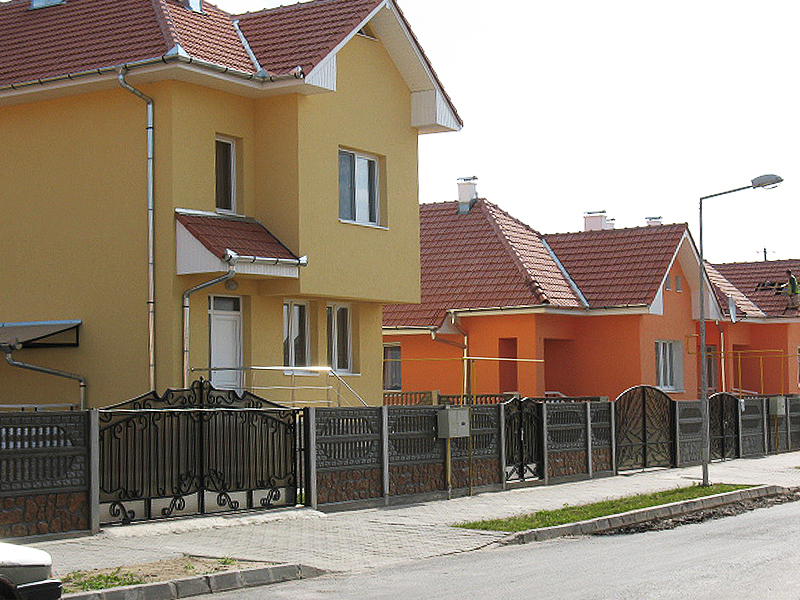
Häuser der Umsiedler im Recea-Viertel in Alba Iulia

### Antike
Roșia Montană zählt zu den ältesten und bedeutendsten Gold-Lagerstätten Europas. Seit über 2000 Jahren wird hier Gold abgebaut, Herodot erwähnt schon den Goldabbau der Agathyrsen – ein verwandter Stamm der Skythen – in der Region. Unter anderem wegen dieser reichen Goldvorkommen machte Kaiser Trajan im zweiten Dakerkrieg 105/106 n. Chr. die Gebiete nördlich der unteren Donau zur römischen Provinz Dacia. Viele Tonnen Gold wurden über den schiffbaren Fluss Mureș (Mieresch) zur Donau, dort weiter ans Schwarze Meer und nach Rom gebracht. Der Schutz der lokalen Goldminen von Alburnus Maior oblag der Besatzung des Kastells Abrud; die Verwaltung erfolgte durch einen kaiserlichen Procurator in Ampelum (heute Zlatna). Nach dem Einfall der Westgoten musste Kaiser Aurelian um 270 n. Chr. die Provinz aufgeben.

### Mittelalter und Neuzeit
Die wirtschaftlichen Einrichtungen und die Infrastruktur verfielen in der Spätantike und im Mittelalter. Die unruhige Grenzlage und die stürmische Völkerwanderungszeit ließen eine gedeihliche Förderung des Bergbaus nicht zu. Erst im späten Spätmittelalter griffen die Zuwandermaßnahmen der ungarischen Könige, die deutsche „Sachsen“, ungarische Siedler und umgesiedelte Szekler ins Land holten, und es kam zu einer Beruhigung und einem bescheidenen Bergbau, der jedoch an seine frühere Größe nie anschließen konnte. Erst nachdem die „Türkengefahr“ gebannt war, konnte unter Kaiserin Maria Theresia der Bergbau auf umfangreichere Basis gestellt werden. Roșia Montană wurde als eines der größten Bergwerke der Monarchie zur finanziellen Stütze des Reiches und des Herrscherhauses. Der Ausbau der Bergwerke erfolgte mit Hilfe deutscher Bergarbeiter, was auch die Landschaft prägte: Bergdörfer im Stile der früheren Heimat zierten die Landschaft der Karpaten.
Der Ort Roșia Montană wurde erstmals 1592 urkundlich erwähnt. Im Mittelalter gehörte der Ort zur Gemarkung der sächsischen Bergarbeitersiedlung Großschlatten. Am Bach Roșia (Rotseifenbach) – ein rechter Zufluss des Abrud – waren 1752 zwölf Pochmühlen zur Gewinnung des gediegen vorkommenden Goldes in Betrieb. Ende des 19. Jahrhunderts waren es noch etwa 400 Pochmühlen.
Frühe österreichische Montanisten und Geologen interessierten sich für die Region und ihre Goldvorkommen, die seit langer Zeit unter einfachen Bedingungen von einheimischen Bergleuten, als Eigenlöhner oder in Gewerkschaften organisiert, ausgebeutet wurden. Die ungenügend entwickelten Verfahrensweisen führten jedoch zu erheblichen Verlusten an Gold durch Abspülvorgänge. Es waren beispielsweise Franz Joseph Müller von Reichenstein (um 1789) sowie in der ersten Hälfte des 19. Jahrhunderts Friedrich Mohs (1808), Paul Partsch (1826), Oberbergrat A. Wisner (1845), Peter von Rittinger (1850) und Johann Carl Hocheder, die dem Bergbaugebiet Besuche abstatteten und mit ihren Überlegungen für einen modernisierten Goldabbau zu dessen Weiterentwicklung beitrugen. Im Jahre 1783 hatte Müller von Reichenstein mit dem Vortrieb des Orlaer Erbstollen (am Orlaer Berg) eine bessere Wasserabführung in diesem Bergrevier angeregt, dessen Sohle  mit 30 bis 50 Klafter alle bis dahin tiefsten Gruben unterteufte. Um den zahlreichen kleinen Nasspochwerken das nötige Setzwasser zuzuführen, verfügten diese im Revier von Vöröspatak über alte Wasserhaltungsanlagen. Um 1850 existierten hier vier größere Kunstteiche. Auf Initiative des k. k. Ministers für Ackerbau und Bergbau Ferdinand von Thinnfeld begannen 1850 im damaligen Vöröspatak Arbeiten zur Erweiterung und Modernisierung der Berg- und Hüttenanlagen. Dabei entstand bis 1851 eine Grubenbahn, die das Erz entlang des Verespataktales zum Abruder Pochwerk brachte, das an der Einmündung in den Abrudbach lag.
Nach dem Zerfall der Donau-Monarchie wurde der Bergbaustandort zu einem finanziellen Rückgrat des unabhängigen Rumänien. Jetzt wird ein kleiner obertägiger Bergbau betrieben.

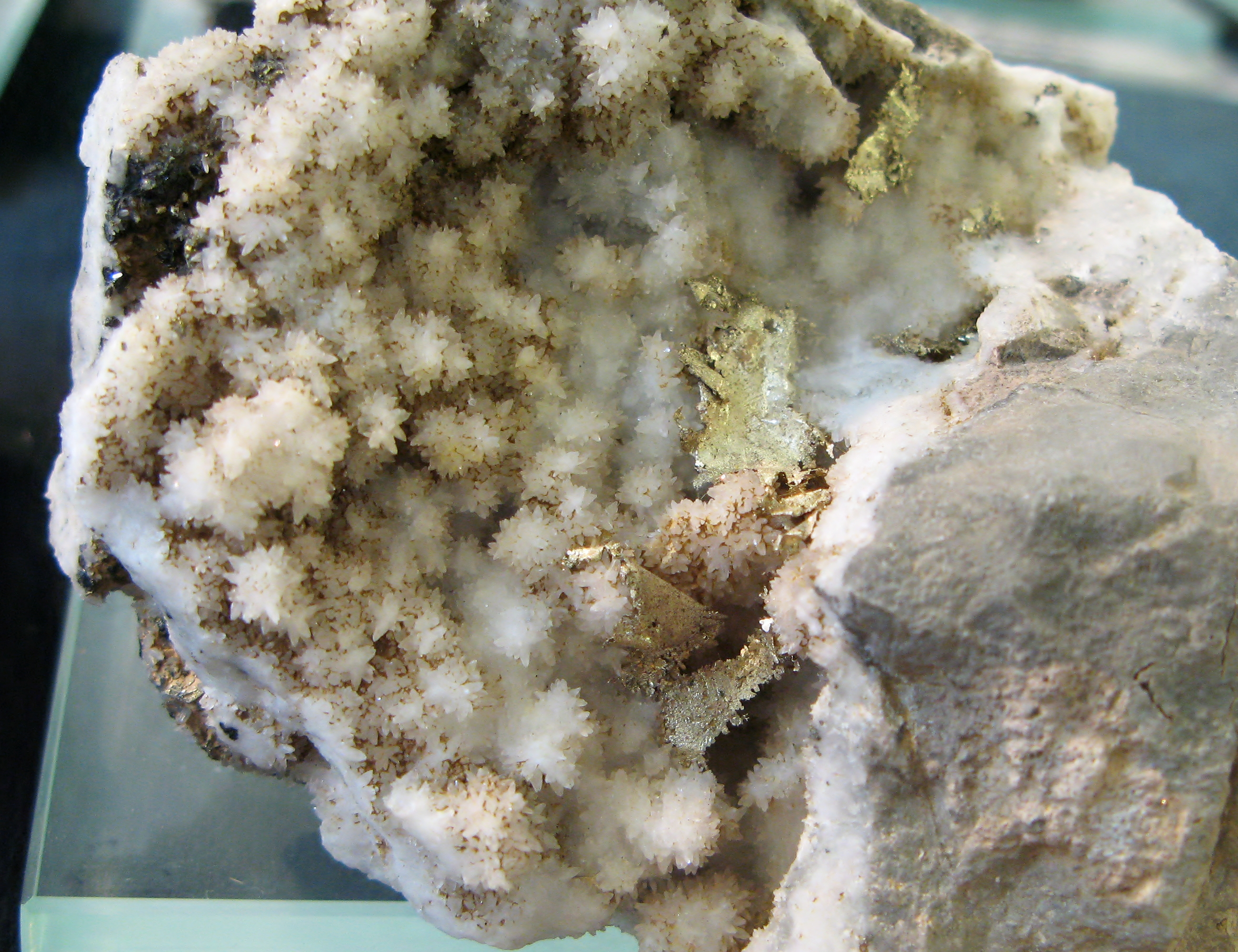
Silberreiches Freigold, blechförmig - Fundort: Roșia Montană
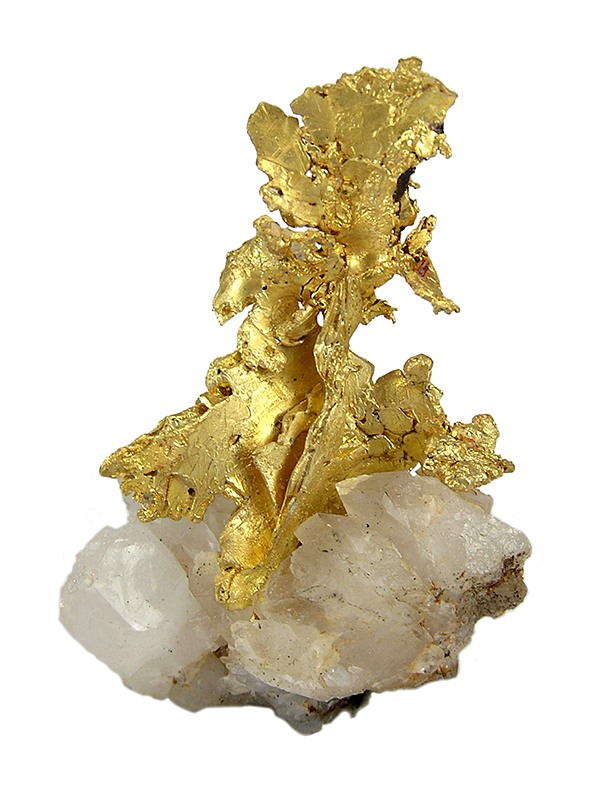
Gold auf Quarz, Fundort: Roșia Montană, Maße 4,3 × 2,7 × 1,3 cm.
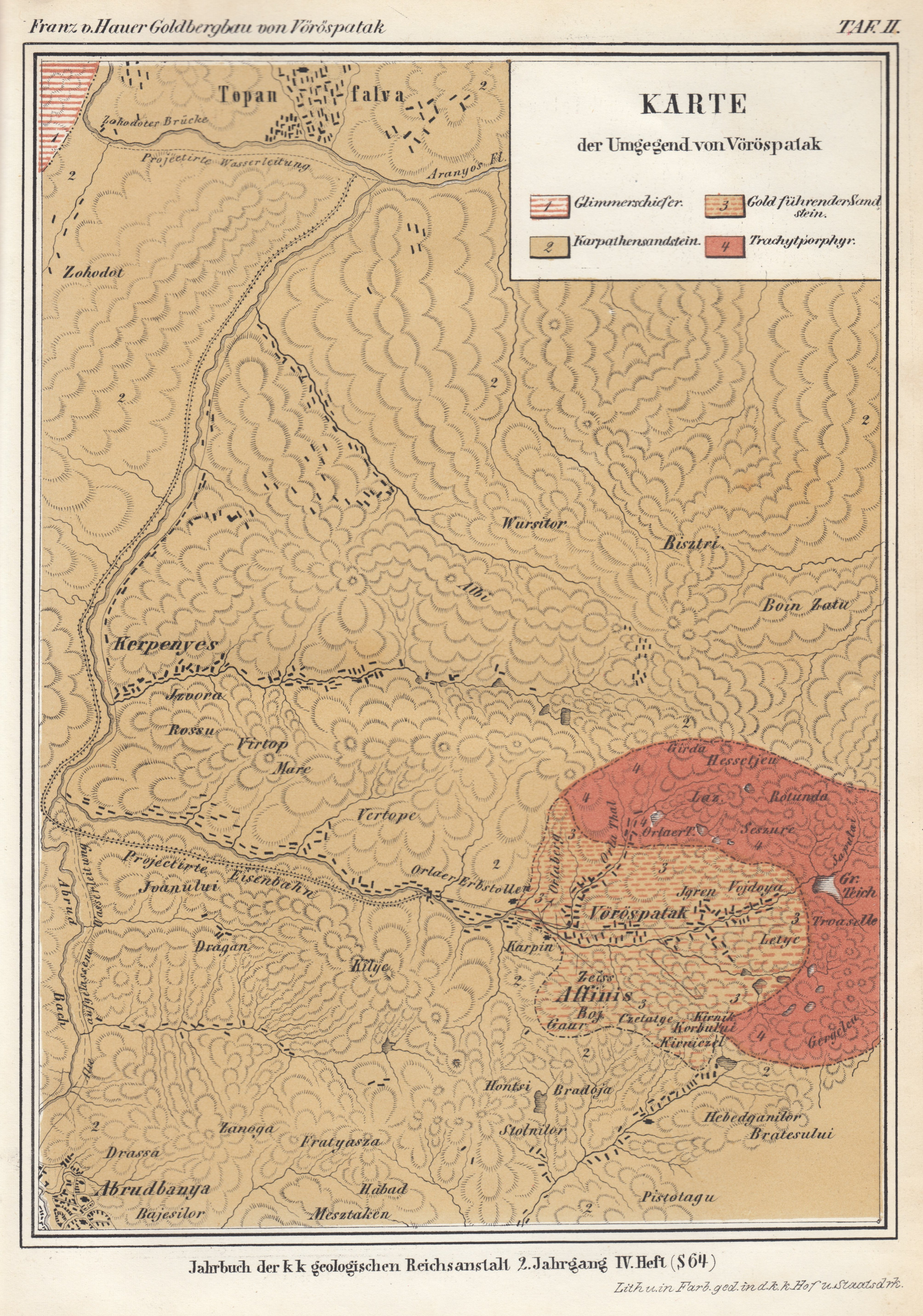
Karte der Umgegend von Vöröspatak, 1851

### Gefährdung durch moderne Bergbauprojekte
Ab 1999 bemühte sich der kanadische Konzern Gabriel Resources um ein Projekt, bei dem die noch vorhandenen Edelmetallvorkommen in Roșia Montană komplett im Tagebau abgebaut werden sollten. Dafür sollten mindestens drei Berge rund um die Ortschaft vollständig abgetragen werden. Das Gestein sollte zermahlen und die Edelmetallbestandteile per Cyanidlaugung isoliert werden. Die Cyanidlauge plante man anschließend in einen 185 Meter tiefen Stausee zu leiten. Dieser Abbau sollte jährlich aus 10 Millionen Tonnen Gestein etwa 411.000 Unzen Gold (mit Kosten von 113 $/Unze) liefern. Die gesamten Vorräte betrugen zum Zeitpunkt der Projektplanung etwa 17,1 Mio. Unzen Gold und 81,1 Mio. Unzen Silber. Das Projekt hätte die Umsiedlung von rund 2.000 Anwohnern erfordert.
Nachdem der Bergbaukonzern in der Amtszeit von Präsident Ion Iliescu von der rumänischen Regierung eine Konzession zum Betrieb eines Tagebaus in Roșia Montană erhalten hatte, wurde mit der Ablöse von Häusern und Grundstücken sowie bereits auch mit Abrissarbeiten begonnen. Gegen dieses Projekt begann sich jedoch öffentlicher Widerstand zu regen, unter anderem wegen der geplanten Verwendung von Natriumcyanid bei der Gewinnung des Goldes. Im Jahr 2000 hat es bei einem anderen Goldbergwerk im Norden des Landes, in dem diese Gewinnungstechnologie verwendet wurde, einen Dammbruch gegeben, der zu einer schweren Umweltkatastrophe führte (siehe: Baia-Mare-Dammbruch). Umweltorganisationen aus Westeuropa und dem angrenzenden Ungarn stellten sich deshalb gegen das Projekt. Neben den Umweltbedenken wurde auch auf das historische Erbe des Ortes und die Bedeutung der antiken Stätte von Alburnus Maior verwiesen, die als möglicher Kandidat für das UNESCO-Weltkulturerbe galt. Der vom ungarischen Dokumentarfilmer Tibor Kocsis erstellte kritische Film „New Eldorado. Gold. The Curse of Rosia Montana.“ erregte internationales Aufsehen und gewann mehrere Preise auf Festivals. Dies führte in Rumänien jedoch anfangs zu nationalistischen Gegenreaktionen in der Politik und den Medien, da zum westlichen Nachbarland ohnehin historische Spannungen bestehen. Später regte sich jedoch auch im Land selbst Widerstand und rumänische Umweltaktivisten organisierten von 2004 bis 2007 jährlich das Protestfestival „FânFest“ in Roșia Montană, auf dem bekannte rumänische und internationale Bands auftraten, darunter Shukar Collective, Vița de Vie und Zdob și Zdub. Dem Protest der Nichtregierungsorganisationen „Alburnus Maior“ und „Centrul Independent pentru Dezvoltarea Resurselor de Mediu“ (Unabhängiges Landeszentrum für Entwicklung der Umweltressourcen) schlossen sich auch die Rumänisch-Orthodoxe Kirche und die römisch-katholische Kirche in Rumänien an. Der im Dezember 2004 gewählte rumänische Präsident Traian Băsescu stand dem Projekt ebenfalls kritisch gegenüber und verzögerte weitere Arbeiten. Durch den EU-Beitritt Rumäniens im Jahr 2007 veränderte sich zudem die Rechtslage – nun wurde nach EU-Recht eine bis dahin fehlende Umweltverträglichkeitsprüfung notwendig. Das Projekt lag nun komplett auf Eis.
In der Zwischenzeit versuchte der Bergbaukonzern Gabriel Resources die möglichen positiven Effekte des Projekts auf die regionale Entwicklung und den rumänischen Arbeitsmarkt medial in den Vordergrund zu stellen. Es wurde eine Medienkampagne gestartet, darunter Werbeschaltungen im rumänischen Discovery Channel und im rumänischen National Geographic Magazin. Daneben wurden von Gabriel Resources verschiedene Kulturprojekte gefördert, darunter das Transilvania International Film Festival (TIFF). Den Bewohnern von Roșia Montană selbst wurden großzügige Kompensationen und nach der Umsiedelung moderne neue Häuser im nahe gelegenen Alba Iulia versprochen, deren Bau teilweise schon abgeschlossen wurde. Im Jahr 2010 kam das Projekt des Gold-Tagebaus neu in Schwung. Aufgrund der anhaltenden Finanzkrise in Rumänien und der erfolgreichen Lobbyarbeit des Bergbaukonzerns kehrten verschiedene Stakeholder von ihrer kritischen Haltung ab. In einer Pressemitteilung vom 31. Mai 2011 teilte der kanadische Bergbaukonzern (er hielt 80,46 % Anteile, die rumänische Firma Minvest Deva hielt 19,31 % Anteile der Roșia Montană Gold Corporation) mit, dass ein Bukarester Gericht (Curtea de Apel București) einen Antrag auf Aussetzung der Pläne von Roșia Montană Gold Corporation von 2010 „endgültig und unwiderruflich“ abgelehnt hat. Im Juni 2011 trafen sich 48 Wirtschaftsverbände, Gewerkschaften, Firmen und Persönlichkeiten wie zum Beispiel die Rektoren der staatlichen Universitäten in Alba Iulia und in Petroșani, um das Tagebergbauprojekt im Apuseni-Gebirge zu unterstützen.
Der rumänische Ministerpräsident Victor Ponta hat bei einem Besuch in Finnland im September 2013 um technische Hilfeleistung beim Tagebauprojekt zur Goldförderung gebeten, wohingegen der rumänische Staatspräsident Traian Băsescu aufgrund des Widerstandes der Bevölkerung für die Aufhebung des Projektes plädierte.
Letztendlich gelang es den Einwohnern, das Abbauprojekt zu stoppen. Daraufhin verklagte das kanadische Unternehmen Rumänien vor einem internationalen Schiedsgericht gemäß Investor-state dispute settlement (ISDS) auf Schadenersatz für getätigte Investitionen und verlangte eine Entschädigung für entgangenen Gewinn in Höhe von 5,7 Milliarden US-Dollar – fast drei Prozent des rumänischen Bruttoinlandsproduktes.

## Archäologie
Auf dem Gebiet der Gemeinde liegen die von den Einheimischen Orlea und Piatra Corbului genannten Orte, an denen es viele archäologische Zeugnisse und Funde aus der Römerzeit gibt. Beeindruckend sind die ausgedehnten unterirdischen römischen Stollen, die ein ausgezeichnetes natürliches Belüftungssystem besitzen. Teile der Anlagen sind öffentlich zugänglich und stellen eines der imposantesten Zeugnisse des antiken Bergbaus dar.
Rechtsgeschichtlich von größter Bedeutung sind 25 Wachstafeln, die in den Jahren zwischen 1786 und 1855 in einigen der Stollen gefunden wurden und deren Texte in Band III des Corpus Inscriptionum Latinarum (S. 921 ff.) zusammengestellt sind. Sie stammen aus den Jahren zwischen 131 und 167. Wiewohl das Römische Recht – dank der Codifizierung durch Kaiser Justinian I. – weitgehend erforscht ist, kennen wir das alltägliche Rechtsleben der Antike außer aus den Papyrusschriften aus der römischen Provinz Ägypten nur aus wenigen Quellen, darunter eben aus jenen Wachstafeln aus Alburnus Maior. Sie sind auch wertvolle Quellen der Sozial- und Wirtschaftsgeschichte. Neben Darlehens- und Mietverträgen finden sich darunter auch vier Arbeitsverträge von Bergarbeitern.
Die Wachstafeln legen nahe, welche Stellung die damalige Siedlung Alburnus Maior innerhalb des Römischen Reiches hatte: die Akteure bedienten sich laut dieser Wachstafeln solcher Rechtsinstitute, die eigentlich römischen Bürgern vorbehalten waren. Daraus lässt sich schließen, dass Roșia Montană vicus oder zumindest pagus gewesen sein musste; zumindest aber einen eigenen Rechtsstatus gehabt haben dürfte.

## Bevölkerung
Die Bevölkerung der Gesamtgemeinde entwickelte sich wie folgt:
| 1850 | 5.756 | 4.651 | 669   | 261 | 175 |
| 1910 | 5.165 | 3.623 | 1.515 | 8   | 19  |
| 1941 | 5.409 | 4.557 | 651   | 123 | 78  |
| 1977 | 4.393 | 4.060 | 157   | 7   | 169 |
| 2002 | 3.872 | 3.518 | 55    | 6   | 293 |
| 2011 | 2.656 | 2.239 | 6     | -   | 411 |
| 2021 | 2.428 | 1.798 | 2     | -   | 628 |

Die höchste Einwohnerzahl der heutigen Gemeinde – und gleichzeitig die der Rumänen und Deutschen – wurde 1850 ermittelt. Die höchste Anzahl der Ungarn wurde 1910 und die der Roma (395) 2021 registriert. Darüber hinaus bezeichnete sich 1930 ein Einwohner als Ukrainer, 1890, 1900 und 2002 je einer und 1910 zwei als Serben, 1890 einer und 1930 vier als Slowaken.

## Sehenswürdigkeiten
Die rumänisch-orthodoxe Kirche, Adormirea Maicii Domnului, 1741; deren Vorraum im 19. Jahrhundert errichtet, steht unter Denkmalschutz. Ansonsten stehen im Ort Roșia Montană etwa 40 Häuser unter Denkmalschutz (errichtet 1700–1900).
Das Bergbaumuseum Muzeul Mineritului besitzt einen Freilicht-Teil und Exponate aus der Antike bis in die heutige Zeit. Hierzu gehört ein ca. 400 Meter langer römischer Stollen, der eine Goldader verfolgt, samt allem Zubehör. Nach 2½-jähriger Sanierung mit Kosten von 150.000 Euro wurde am 23. Februar 2010 das Haus Nr. 325 (1874 errichtet) als das Museum Aurul Apusenilor eröffnet. Finanziert von Roșia Montană Gold Corporation (RMGC), bietet das Museum seinen Besuchern freien Eintritt.
Im eingemeindeten Dorf Cărpiniș (ung. Abrudkerpenyes) steht das Elternhaus von Ioan Orgă (1747–1785), genannt Cloșca – einem der Anführer des Siebenbürgener Bauernaufstandes von 1784.

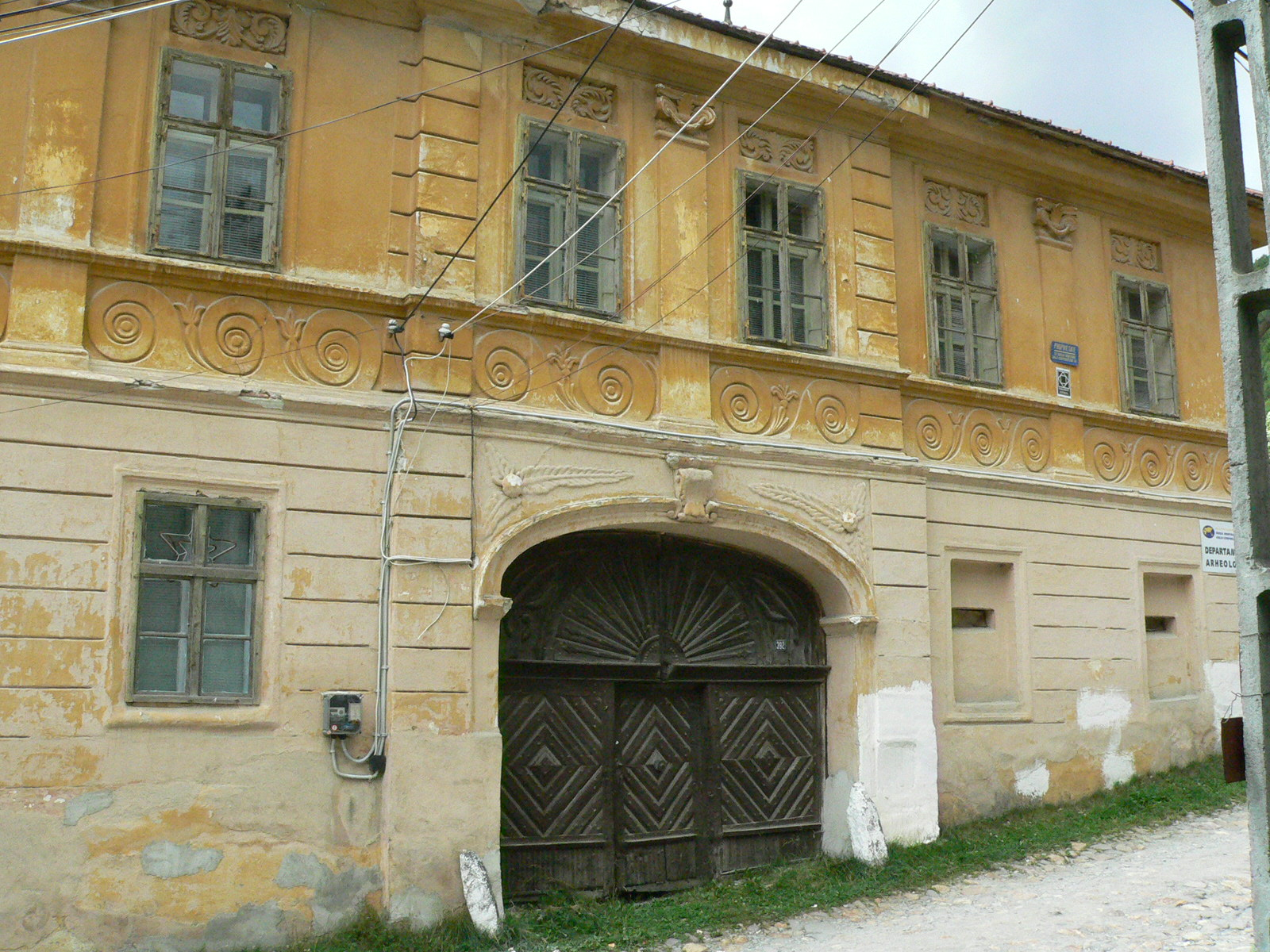
Ehemalige ungarische Schule (2007)
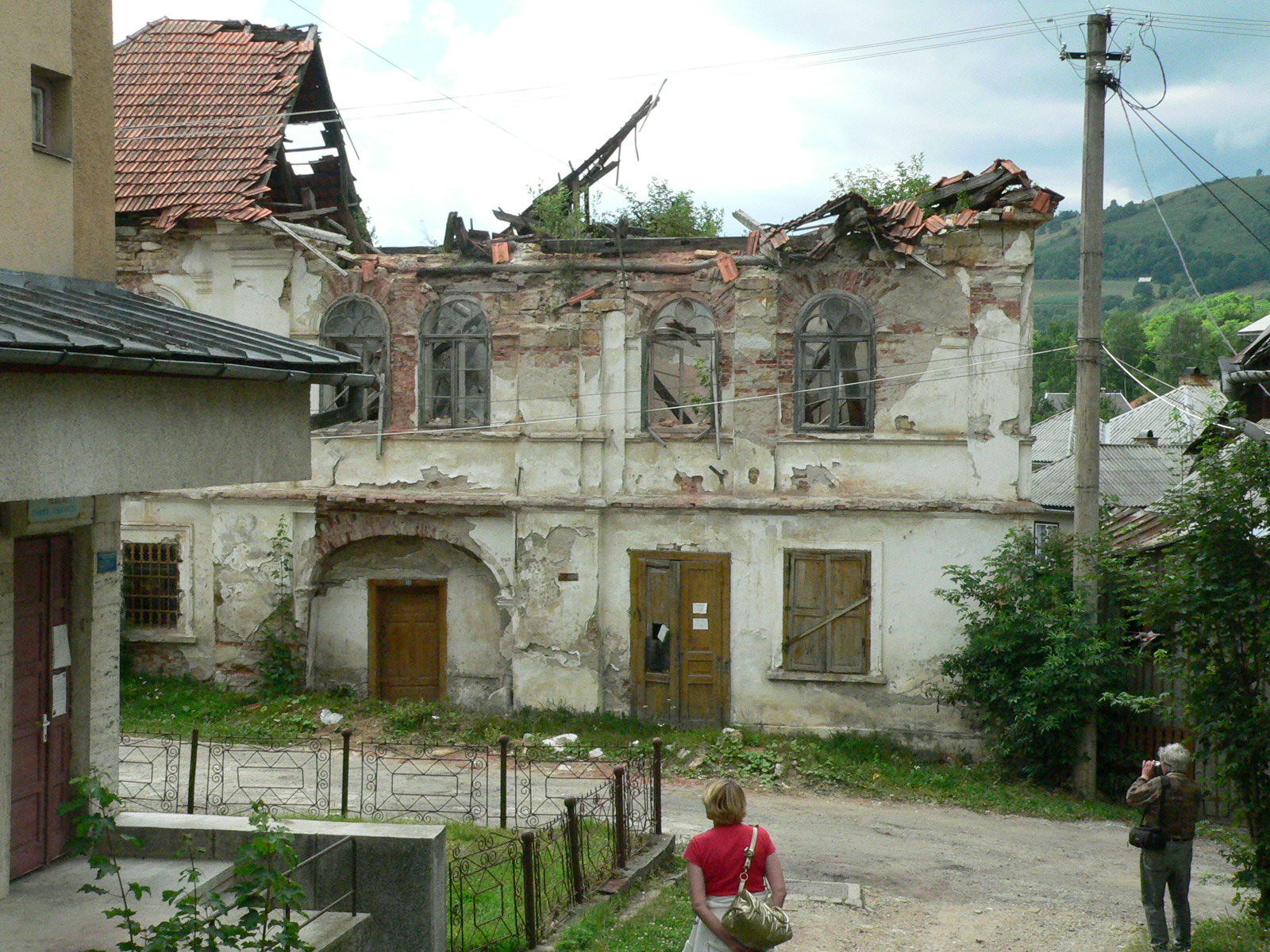
Ehemaliges reformiertes Pfarrhaus (2007)
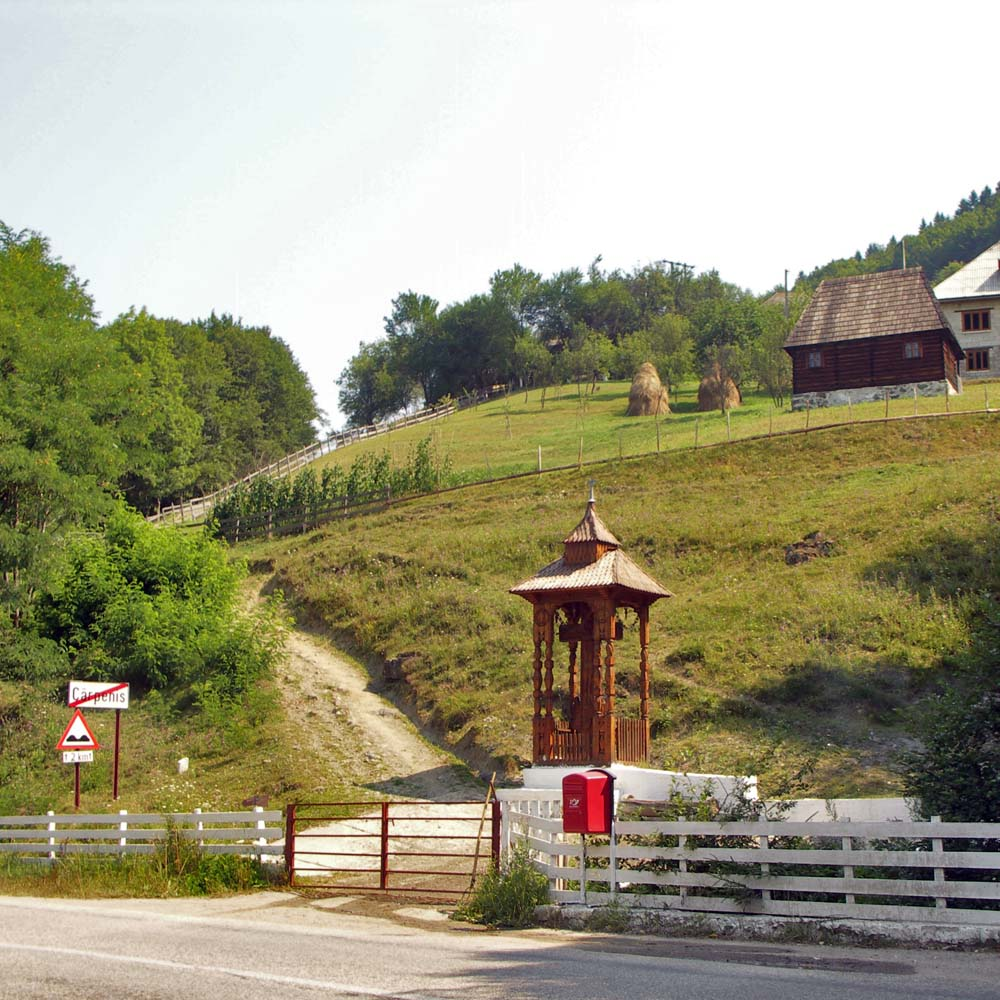
Das Cloșca-Gedenkhaus in Cărpiniș

## Persönlichkeiten
- Ion Cotoț (* 1921), Politiker